# Dubroŭna
Dubroŭna (vitryska: Дуброўна) är en stad i Belarus.   Den ligger i voblasten Vitsebsks voblast, i den nordöstra delen av landet, 210 km öster om huvudstaden Horad Mіnsk. Dubroŭna ligger 182 meter över havet och antalet invånare är 7 224.

## Natur och klimat
Terrängen runt Dubroŭna är platt. Runt Dubroŭna är det glesbefolkat, med 17 invånare per kvadratkilometer.. Närmaste större samhälle är Orsja, 19,0 km väster om Dubroŭna.
Trakten runt Dubroŭna består till största delen av jordbruksmark.